# 한국국제의료협회
사단법인 한국국제의료협회(Korea International Medical Association, 약칭 : KIMA)는 2007년부터 국내 글로벌헬스케어 분야의 대표 단체로서 세계에 한국의료서비스 발전 현황을 알리고, 회원 의료기관의 국제화를 도모함으로써 메디컬코리아 사업 발전에 기여하고 있다. 특히, 2022년에는 글로벌 유공포상 대통령 표창을 수상하여 그 공로를 인정받았다. 현재 국내 유수 의료기관과 4개의 특별회원(정부기관)이 활동 중이며, 협회 사무국은 사업수행에 적합한 전문기관(한국보건산업진흥원) 내에 위탁하여 운영중에 있다.

## 연혁
- 2007년 : 보건복지부, 한국보건산업진흥원, 한국관광공사와 함께 해외 환자유치 사업 관련 민관 공동의 협의체로 시작
- 2010년 3월 : 보건복지부 인가를 받아 사단법인 한국국제의료협회로 출범

## 회원기관
- 회원의 종류는 정회원, 준회원 및 특별회원으로 구성되어 있다.
- 정회원 (외국인환자 유치사업 등록 의료기관)

1. 가톨릭대학교 서울성모병원
2. 고려대학교 안암병원
3. 국립암센터
4. 기린성형외과의원
5. 다이트한의원
6. 대전선병원
7. 리엔장성형외과의원
8. 루비성형외과의원
9. 미즈메디병원
10. 분당서울대학교병원
11. 삼성서울병원
12. 서울대학교병원(회장기관)
13. 서울대학교병원 강남센터
14. 서울부민병원
15. 서울아산병원
16. 서울안강병원
17. 연세대학교 세브란스병원
18. 예송이비인후과음성센터의원
19. 이화여자대학교 부속 목동병원
20. 이화여자대학교 부속 서울병원
21. 인천세종병원
22. 자생한방병원
23. 제주한라병원
24. 차움의원
25. 한국의학연구소 강남의원
26. 한길안과병원
27. 한양대학교병원
28. 현대병원
29. JK성형외과의원

- 특별회원 (정부기관, 전문기관, 단체)

1. 보건복지부
2. 한국보건산업진흥원
3. 한국관광공사
4. 한국보건복지인재원

- 준회원 (지방자치단체 및 산하기관)